# 2029
|  | Denne artikel beskriver en fremtidig begivenhed Denne artikel eller sektion handler om planlagt eller forventet fremtidig begivenhed. Der kan forekomme spekulativ information, og indholdet kan ændres dramatisk når begivenheden nærmer sig og mere information bliver tilgængelig. |

| 2029               |
| ------------------ |
| Dødsfald - Fødsler |
| • Sport            |

| Gregoriansk kalender | 2029 MMXXIX             |
| Ab urbe condita      | 2782                    |
| Armensk kalender     | 1478 ԹՎ ՌՆՀԸ            |
| Kinesiske kalender   | 4725 – 4726 戊申 – 己酉 |
| Etiopisk kalender    | 2021 – 2022             |
| Jødisk kalender      | 5789 – 5790             |
| Hindukalendere       |                         |
| - Vikram Samvat      | 2084 – 2085             |
| - Shaka Samvat       | 1951 – 1952             |
| - Kali Yuga          | 5130 – 5131             |
| Iransk kalender      | 1407 – 1408             |
| Islamisk kalender    | 1451 – 1452             |

2029 (MMXXIX) begynder på en mandag. Påsken falder dette år den 1. april
Se også 2029 (tal)

## Forudsigelser og planlagte hændelser
- Fredag, 13. april – astroiden 99942 Apophis (2004 MN4) vil passere indenfor en afstand af kun 30.000 km fra Jorden. Der er en risiko for den her kan ramme ind i en af Jordens mere end 40.000 satellitter, der kunne ændre dens bane så den kommer på kollisionskurs med Jorden ved næste passage i 2036[1].
- Det amerikanske forbundspoliti FBI vil have lov til at offentliggøre dets hemmeligstemplede dokumenter om attentatet på USAs 35. præsident John F. Kennedy (1917 – 1963).
- Storebæltsbroen ventes tilbagebetalt.[2]
- Femern Bælt-forbindelsen forventes åbnet for trafik.[3]

## Teknologi
- Raymond Kurzweil forudser at en fremskrivning af Moores lov vil muliggøre kunstig maskinintelligens på samme niveau som menneskelig intelligens.

## Musik
- Buddy Hollys musik vil blive Public domain.

## Film
Tekst mangler, hjælp os med at skrive teksten

## Billeder
- 99942 Apophis
- John Kennedy med hans kone, Jacqueline. Kort før han blev skudt